# 刘承德
刘承德（1959年—），男，山东青岛人，中国前足球运动员。前中国国家队主力成员，也曾效力于山东队，北京部队及火车头队。

## 生平
刘承德于1978年入选中国国青队，翌年上调至中国国家队并随队出访海外比赛。在国家队期间，刘承德即能作为锋线支柱攻城拔寨，亦可作为后防大将镇守防线，是球队的一员悍将。曾随队参加过第12届世界杯亚大区资格赛，第9届亚运会足球赛等重要国际赛事，并在亚运会等出访比赛中取得多粒进球。
在地方队效力期间，刘承德也曾与队友获得过全运会冠军等至高荣誉。退役后，刘承德从事过足球教练的工作。